# Halle Saint-Jacques
La Halle Saint-Jacques (St. Jakobshalle en allemand) est un complexe multifonctions situé à Bâle sur territoire limitrophe de la commune de Münchenstein, en Suisse. Elle est principalement utilisée pour les sports en salle et les spectacles. Elle a été inaugurée en 1976 et peut accueillir jusqu'à 12 400 personnes.
Le complexe accueille notamment chaque année le tournoi de tennis de Bâle et l'Open de Suisse de badminton et fait partie de l'Association des arénas européennes (en).

## Localisation
Bien que l'adresse du complexe le localise St. Jakobs-Strasse 390 à Bâle, il est situé sur territoire de la commune limitrophe de Münchenstein, au nord de la Suisse.
Elle se trouve sur un site regroupant plusieurs équipements sportifs et de loisirs : 
- l'Arena Saint-Jacques, patinoire accueillant le Hockey Club Bâle ;
- le Parc Saint-Jacques, plus grand stade de football de Suisse avec 38 512 places et où joue le Football Club Bâle ;
- la piscine municipale Saint-Jacques.
- le Sportanlage St. Jakob qui regroupe un stade d'athlétisme, 16 terrains de sport engazonnés (8 de 103 × 68 m et 6 de 100 × 64 m, 2 terrains en gazon synthétique, un terrain de rugby de 100 × 68,4 m, 4 courts de tennis, 7 terrains de beach-volley et 1 terrain de beach soccer ;
- le Centre équestre Schänzli.

Le site est desservi par le tramway bâlois.

## Les différentes salles
L'ensemble du complexe dispose d'une surface totale de 30 000 m2 et comprend un hall d'accueil d'environ 5 000 m2 ainsi que plusieurs salles.
La salle principale a une surface de 2 800 m2 qui permet d'accueillir 12 400 personnes debout ou 8 000 assises pour des concerts.
Il existe 5 autres salles :
|         | Surface  | Dimensions | Capacité | Référence |
| ------- | -------- | ---------- | -------- | --------- |
| Salle 1 | 515 m2   | 36x15 m    | 850      | [ 3 ]     |
| Salle 2 | 1 692 m2 | 47x36 m    | 2 200    | [ 4 ]     |
| Salle 3 | 1 050 m2 | 42x25 m    | 1 690    | [ 5 ]     |
| Salle 4 | 313 m2   | 20x15 m    | 450      | [ 6 ]     |
| Salle 5 | 313 m2   | 20x15 m    | 600      | [ 6 ]     |

Le complexe abrite également un centre d'affaires de 440 m2, un carré VIP de 615 m2, 4 gymnases de 226 m2 à 551 m2 et un bassin de natation de 25 mètres.
Le parking dispose quant à lui de 1 465 places.

## Événements organisés

### Sportifs
Outre le tournoi de tennis de Bâle et l'Open de Suisse de badminton d'autres évènements sont organisés chaque année :
- le Women's Top Volley International (en), organisé depuis 1992 au mois de décembre ;
- le concours international de saut d'obstacles de Bâle, organisé mi-janvier depuis 2007 ;
- l'open de Suisse de sepak takraw en mars.

Des compétitions européennes ou mondiales ont également eu lieu à St. Jakobshalle : 
- le championnat du monde masculin de handball 1986 ;
- le championnat du monde de hockey sur glace 1998 ;
- le championnat d'Europe masculin de handball 2006 ;
- le championnat du monde masculin de curling 2012 et celui de 2016 ;
- les championnats du monde de badminton 2019 ;
- le championnat d'Europe féminin de handball 2024.

### Culturels
De nombreux groupes et artistes s'y sont produits en concerts : The Cure, Motörhead, Simply Red, le Cirque du Soleil, Gossip, Muse, Guns N' Roses, James Blunt, A-ha, Leonard Cohen, Bob Dylan, Rihanna, Depeche Mode, Tina Turner, Rammstein, etc. On peut également citer Holiday on Ice, du catch, ou des émissions de télévision comme Wetten, dass..?.
Le lieu accueille également le Concours Eurovision de la chanson 2025 les 13, 15 et 17 mai 2025.